# 土屋慎吾
土屋 慎吾（つちや しんご、1947年 - ）は、日本の漫画家、官能劇画家、似顔絵師。

## 略歴
愛知県犬山市出身。1947年（昭和22年）生。
滝高等学校卒業後、東京デザインカレッジ在学中に水木しげるのアシスタントになる。
『ゲゲゲの女房』時代後期（1967年 - 1970年）つげ義春、鈴木翁二らと机を並べる。
少年サンデー第3回新人漫画賞受賞。
ぼくらマガジンコミックス『タイガーマスク(8)』に掲載された『海の鎖』でデビュー。
その後、青年誌、官能劇画誌、自販機雑誌等に執筆。特集本も多数発売されたが、『お検査して』第4集が発禁となる。
現在は、愛知県犬山市犬山城城下町にて、似顔絵を描きながら新作自伝『ゲゲゲのアシスタント』など描き下ろし作品を執筆中。

## 主な著書
- 2010年 描き下ろし劇画『武市半平太伝』作・武市崇聖 中日出版
- 2013年『ゲゲゲのアシスタント』原画展で販売 限定100部 全冊直筆イラスト、サイン、シリアルナンバー入
- 2014年『土屋慎吾官能劇画展図録』未発表作収録 限定100部
- 2015年『それからのゲゲゲのアシスタント』限定150部
- 2016年『誰もかけなかった 龍馬、半平太』作・武市崇聖
- 2016年『完全版 ゲゲゲのアシスタント』前2冊の合本加筆編集 水木しげる先生追悼版
- 2017年『続ゲゲゲのアシスタント』完全版の続編

### 以下絶版
官能系
- 『全身エロ劇画家 土屋慎吾』ソフトマジック
- 『発禁桃色本 お検査して』幻堂出版
- 『スチュワーデス加奈子のひみつ』フランス書院
- 『ラブフィーバー』日本文芸社
- 『肉感ゲーム』サン出版
- 『甘い手さぐり』久保書店
- 『おいしい18歳』ミリオン出版
- 『制服の微笑』松文館

など
地方系
- 『飛翔の舞』犬山鵜飼
- 『蘇ったからくり人形』犬山祭
- 『寒天娘』山岡町

など